# 10509 Heinrichkayser
10509 Heinrichkayser (1989 GD4) là một tiểu hành tinh vành đai chính được phát hiện ngày 3 tháng 4 năm 1989 bởi E. W. Elst ở Đài thiên văn Nam Âu.